# Бориско и Наталија
„Бориско и Наталија” је југословенски кратки ТВ филм из 1975. године. Режирао га је Владимир Момчиловић а сценарио је написао Милан Јелић.

## Улоге
| Глумац                 | Улога |
| ---------------------- | ----- |
| Миодраг Андрић         |       |
| Маја Чучковић          |       |
| Јелисавета Сека Саблић |       |
| Данило Бата Стојковић  |       |